# 氣墊球

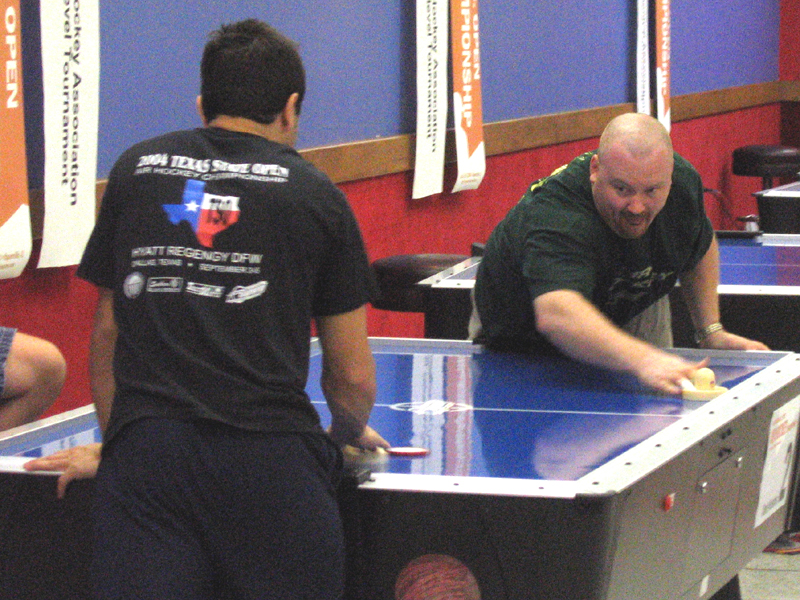
十屆世界冠軍，丹尼·軒恩斯

氣墊球或气垫曲棍球（air hockey）是一種类似乓的双人对抗桌上游戏，双方在模拟冰球赛场的低摩擦力桌台上试图将一个塑料圆盘推入对方一端的洞内得分。气垫球的桌台表面通常有多個噴氣小孔，在喷气时形成氣墊令圆盘悬浮，使其能如同滑过冰面的冰球一样更順暢的进行水平移动。